# Leszcz (wieś w województwie warmińsko-mazurskim)

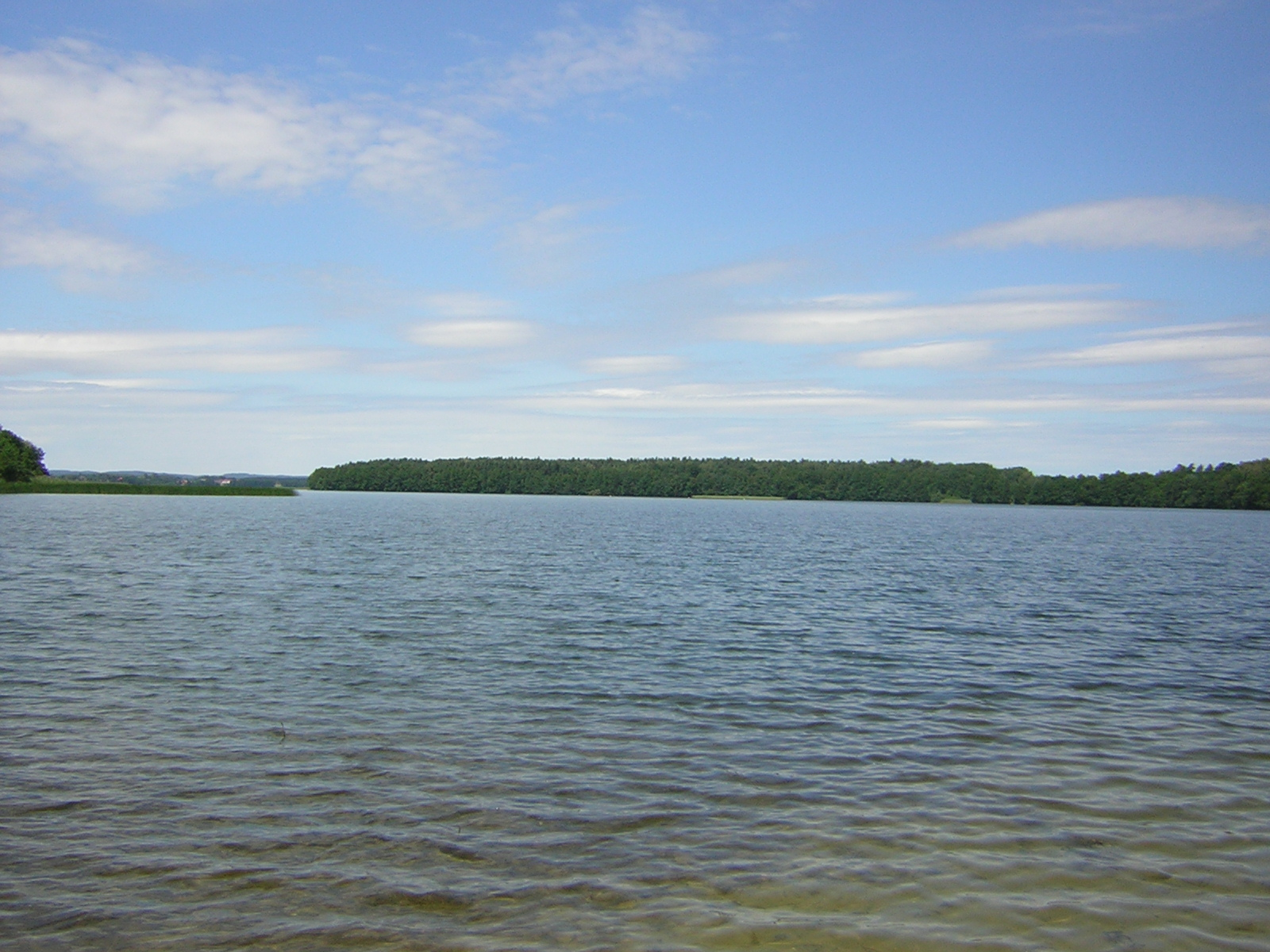
Leszcz, Jezioro Dąbrowa Wielka

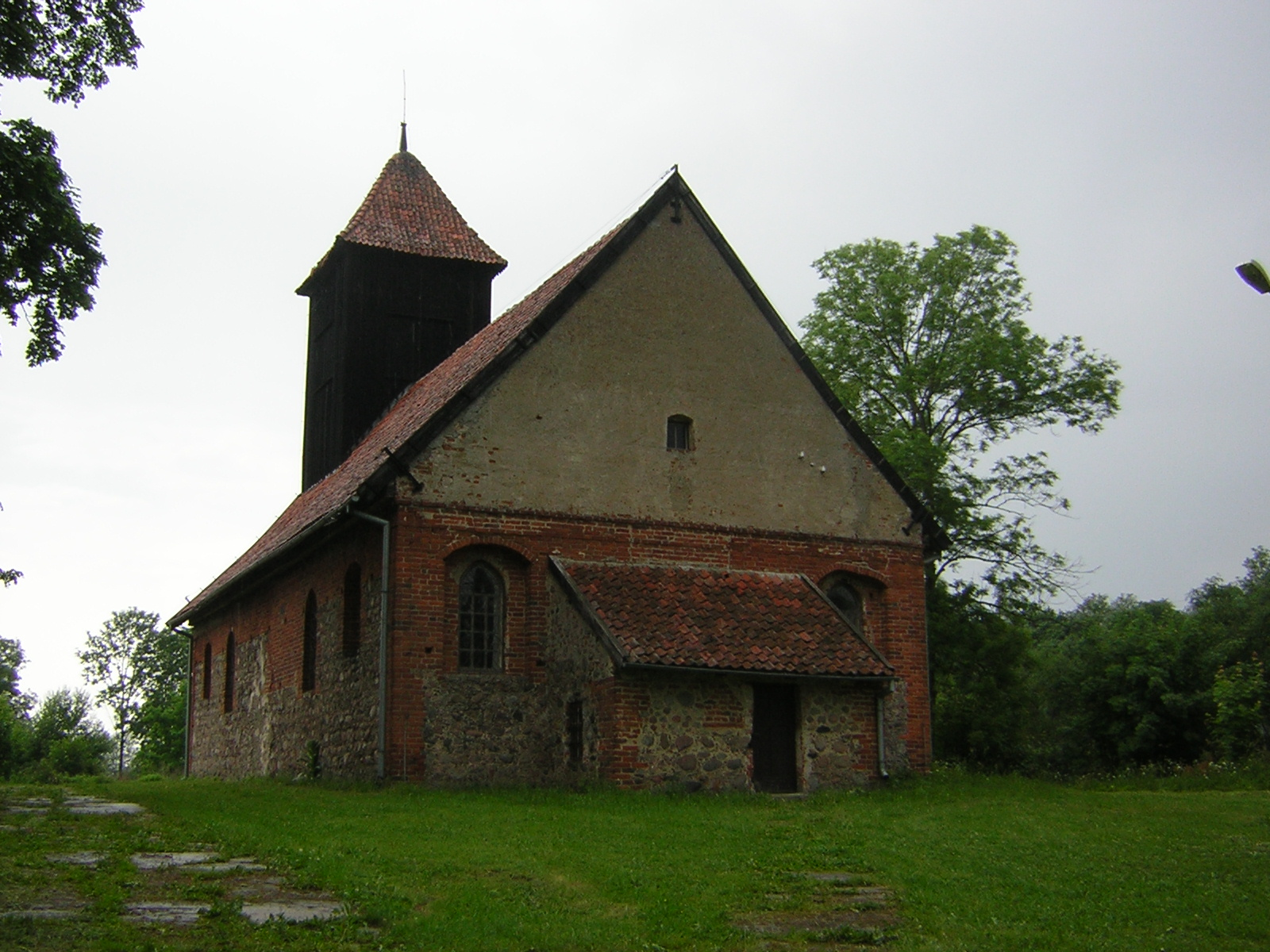
Leszcz, Kościół

Leszcz (niem. Heeselicht) – wieś w Polsce położona w województwie warmińsko-mazurskim, w powiecie ostródzkim, w gminie Dąbrówno nad jeziorem Dąbrowa Wielka. W latach 1975–1998 miejscowość administracyjnie należała do województwa olsztyńskiego.
Nazwa wsi wywodzi się od wsi Leszcze w dawnym powiecie toruńskim. W pobliżu wsi znajdują się pozostałości po dawnym grodzisku.

## Historia
Grodzisko zbudowane przez Słowian między połową VIII a IX wiekiem, a następnie przypuszczalnie w XII wieku zajęta przez Prusów i zwane dawniej Altpreussische Burg, położone 0,5 km na północny zachód od wsi, na krańcu półwyspu wrzynającego się od południa w wody jeziora Dąbrowa Wielka. Centralna i południowa część obiektu zniwelowana została na początku lat siedemdziesiątych podczas budowy ośrodka wypoczynkowego PGR Grunwald. W północnej części czytelne są relikty obwałowania. W północno-zachodniej części majdanu widoczny ślad po niestarannie zasypanym wykopie badawczym. Według. C. Hennenberga gród w Leszczu zniszczony miał zostać w 1323 r. przez litewskie oddziały bojara Schimolto.
W czasach krzyżackich wieś pojawia się w dokumentach w roku 1321, podlegała pod komturię w Dąbrównie, były to dobra rycerskie o powierzchni 60 włók.
Wieś została założona przez zamożnego Polaka Piotra Leskiego w XIV w. W 1321 r. mistrz ziemski pruski Fryderyk von Wildenberg nadał Piotrowi z Leszcza, Heinemanowi z Bażyn oraz jego bratu Konradowi von Wansenom 1440 włók ziemi na prawie chełmińskim, z obowiązkiem służby zbrojnej w liczbie 30 rycerzy. Nadane ziemie znajdowały się na terytorium Sasinów. W części tego dużego terenu powstał Leszcz. Ponadto w wymienionych dobrach powstały wsie: Brzeźno Mazurskie, Frygnowo, Gąsiorowo, Grzybiny, Mościca, Ostrowite i Ruszkowo.
W 1374 r. Hannusz z Leszcza został starostą ostródzkim. Jan Bażyński z Leszcza został w 1374 r. pierwszym sędzia w Dąbrownie. W 1452 Jan Bażyński sprzedał bratu Ściborowi młyn w Leszczu. W 1466 wieś należała do Alberta Golińskiego. W 1513 r. Jakub Goliński kupił u wojewody malborskiego - Jerzego Bażyńskiego - część dóbr w Leszczu, Frygnowie i Ostrowinie. W 1519 r., w czasie wojny polsko-krzyżackiej, Jan Goliński (syn Jakuba) stanął po stronie polskiej, za co został pozbawiony dóbr przez wielkiego mistrza.
W 1540 r. wieś Leszcz obejmowała 60 włók, z których 12 należało do folwarku, 4 były uposażeniem kościoła a 44 należały do chłopów. W tym roku Jan Goliński przebywał w Krakowie a jego majątek, pozostawiony bez opieki, marniał. Zaniedbywał także swoje obowiązki jako patron tutejszego kościoła i szkoły, na co zwracali uwagę starostowie z Dąbrowna i Nidzicy. W 1579 r, majątek został podzielony na dwa odrębne folwarki. W tym czasie w Leszczu by młyn, 7 zagrodników i jeden pasterz. Ze względu na brak patrona kościół w Leszczu (jak również w Gardynach) niszczał. W 1695 kościół w Leszczu popadł w ruinę. Na dworze w Leszczu w XVII w. osiadła rodzina Kępskich. W 1628 r. majątek ziemski dzierżawił Nickel Biliński. W 1646 r. Jan Domagalicz (adwokat z dworu krakowskiego) kupił od Jana von Schierstedta (major wojak polskiego) młyn oraz ziemię, na której osadził 5. chłopów. Jana von Schierstedt w 1705 r. wydzierżawił ten majątek kasztelanowi Mikołajowi Kemskiemu. W majątku była owczarnia z 250 owcami. W tym czasie, poza wspomnianym majątkiem, we wsi mieszkało 4 chłopów, 7 zagrodników i 4 parobków.
W 1820 r. we wsi z majątkiem szlacheckim było 19 domów i 97 mieszkańców. W tym czasie Leszcza należał do zamku w Dąbrównie. W 1861 r. majątek wraz z wsią chłopską obejmował 3098 mórg i 233 mieszkańców. W 1895 r. do Leszcza należało 252 ha ziemi a we wsi mieszkało 151 osób, natomiast majątek ziemski zajmował 1376 ha z 114 osobami. W 1925 r. we wsi było 51 domów z 301 mieszkańcami. Natomiast w 1939 r. odnotowano w Leszczu 241 mieszkańców.
W 1974 r. do Sołectwa Brzeźno Mazurskie należały miejscowości: wieś Brzeźno Mazurskie, osada Kalborno, wieś Leszcz i  PGR Leszcz. Sołectwo należało do gminy Dąbrówko, powiat ostródzki.

## Zabytki
- grodzisko wczesnośredniowieczne
- gotycki kościół pw. św. Trójcy w Leszczu z XIV wieku (parafia Niepokalanego Poczęcia NMP w Dąbrównie), wielokrotnie przebudowywany. Zbudowany z cegły i kamienia, bez ozdób, na nawie głównej osadzona drewniana wieża, wystrój skromny[7].
- dwór z XV wieku
- dwór z II poł. XIX wieku, bezstylowy.
- Obraz „Zdjęcie z krzyża” z kościoła ewangelickiego w Leszczu został przeniesiony do kościoła katolickiego pw. św. Jana Nepomucena i Niepokalanego Poczęcia Najświętszej Marii Panny w Dąbrównie.

## Ludzie związani z miejscowością
- Jan Bażyński, twórca Związku Pruskiego, przez wiele lat wojował w Afryce u boku króla portugalskiego, członek Rawy Wielkiego Mistrza Krzyżackiego.

Zobacz też: osada Leszcz